# プリンス・ジョンソン

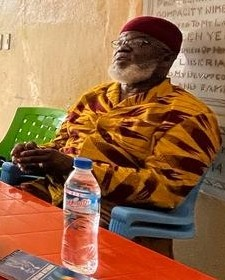
プリンス・ジョンソン

プリンス・ヨルミエ・ジョンソン（Prince Yormie Johnson、1952年7月6日 - 2024年11月28日）は、西アフリカのリベリアの反政府組織リベリア国民愛国戦線 (NPFL) の元軍事司令官で、そこから分離したINPFLの元指導者。リベリアの独裁的な大統領サミュエル・ドウを捕まえ処刑した人物でもある。その後ナイジェリアで牧師となっている。

## 経歴
1952年に、リベリアのニンバ郡でギオ族の両親との間に生まれる。1971年に陸軍に入隊し、1974年には中尉に昇格。アメリカでの訓練を経て、リベリア憲兵隊長まで昇格するが自動車事故の負傷により1977年に除隊した。陸軍在住時はサミュエル・ドウ軍曹の上官だった。
1980年にアメリコ・ライベリアンの政権を終わらせるため、クラン族出身のドウ軍曹を中心に先住民族出長の軍人らが軍事クーデターを起こし政権を握る。しかし1985年にドウ政権がクラン族優先の政策をしていた為、それに不満を持つギオ族の軍人トーマス・クィウォンパらと共にクーデターを起こすが失敗しコートジボワールへ亡命している。
1987年にチャールズ・テーラーによるドウ政権打倒を狙ったリベリア国民愛国戦線 (NPFL) に参加し、リビアでゲリラ訓練を受けた。1989年にNPFLの軍事司令官としてテーラーと共にリベリアに侵入してリベリア内戦を起こした。しかし、テーラーと政治的な理念などの違いなどで対立し、1990年2月にテーラーが反逆罪でジョンソンを処刑しようとした為、同胞のギオ族の兵士らと共にNPFLを離脱し、リベリア独立国民愛国戦線(INPFL)を結成した。
1990年9月9日、ドウ大統領がECOMOG（西アフリカ平和維持軍）にジョンソンの敵・テーラーを倒し「ジョンソンとの間で、同盟を組む協議をしたい。祖国は、これまであまりにも戦争に蹂躙されすぎてきた」と訴え、ECOMOGの仲介を頼みにECOMOG駐屯地を訪れた。その事をECOMOGの将官から知らされたジョンソンは、ドウを捕らえるチャンスと見て「主よ！イエスよ！」と叫び「私も全く同じ事を考えていた。私も戦争に疲弊している。ドウ大統領は、真の愛国者だ。私は今から彼に会いにでかけ、彼に抱擁して接吻しよう」と、今からドウに会いに行くとECOMOGの将官に伝えた。その事はドウの耳に入り、ドウはその事をすっかり信じECOMOG駐屯地でジョンソンが来るのを待っていた。
しかしそれは嘘で、ジョンソンはドウを捕らえるためにECOMOGの駐屯地に兵士20人程を送り込んだ。ECOMOGの駐屯地には武器を持って入る事は出来ないので、ジープの座席の下に武器を隠し駐屯地に入った。INPFLの兵士らはまず参謀本部で無防備なドウの護衛の部下90人を見つけ皆殺しにした後、ドウがいる2階に侵入した。そこでECOMOG司令官があっさりとドウの身柄を引き渡したので、INPFLはついにドウを捕らえた。ジョンソンは親アメリカ主義者で、またECOMOGと共闘しており、アメリカはドウをこれまで支援して来たもののドウのやり方には辟易しており、ドウを倒すために密かにジョンソンに武器支援を行っていたともされる。
ドウを捕らえたINPFLの兵士はドウをジョンソンが待つモンロビアの港にあるINPFLの陣地に連れて行った。ジョンソンはまず、殺す前にドウに苦痛を与えてやろうと、ドウを地面に寝かせ、部下に命令し蹴りを入れたり殴るなどして痛みつけ「お前だな、大統領になるために戦争をした男は。お前など、悪魔だ。悪魔が取り憑いた男だ。武器の力を借りて、大統領で居続けた男だ」とドウに言い放った。ドウはジョンソンと和解しようと必死にジョンソンに対話を求めるも、ジョンソンは「お前は、私と話をしたいというのか。誰が悪魔などと話をするか」と言い放ち、ジョンソンは部下にドウの耳を切り取れと命令した。
ドウの耳は切り取られ、さらに苦痛を与える為、ジョンソンはドウの足や胸を切り付け、指なども切り取る様に指示し、残酷な拷問の末にドウを銃殺刑にした。ドウ大統領を殺したジョンソンは自分こそが暫定大統領だと主張したが、結局はエーモス・ソーヤーがその座につくこととなった。
前述のとおりジョンソンは親アメリカ、親ECOMOGでり、そのためリビア政府と親密な関係を築くテーラーに不満があり、アメリカによるリベリア内戦の介入を強く求めていた。
1991年には独立民主党 (IDP) を結成したが、INPFL内部での残虐行為が明らかになり、他の勢力から殺人の罪などで圧力を受けるなど次第に立場が弱まっていき、1992年にINPFLを解散、ジョンソンはナイジェリアへ亡命した（ジョンソンによるとナイジェリア軍に強制連行されたらしい）。その後、リベリア国内の不安定な情勢から完全に孤立し、1997年にナイジェリアのラゴスにてキリスト教を求め牧師になる事を明らかにした。牧師となったその後、ナイジェリアのキリスト教伝道師の預言者T・B・ジョシュアの呼びかけによる仲介で、ジョンソンは残されたドウの家族と和解している。キリスト教に救いを求め牧師となったジョンソンはT・B・ジョシュアの事を「精神的な父」と呼び尊敬している。
内戦終結後の2004年3月に彼はリベリアに戻り、再び政治家になる為、選挙活動をし始めた。そして2005年の選挙でニンバ郡を代表する上院議員に当選した。
2008年、ジョンソンはチャールズ・テイラーと自身がトーマス・サンカラ暗殺を依頼され、フェリックス・ウフェ・ボワニーの保証付きでブレーズ・コンパオレをスポンサーに指名したと宣言した。この暗殺の状況を明らかにするために2015年から実施された調査では、この仮説は否定されているようだが、疑問は依然として残っている。
2011年10月11日に行われたリベリアの大統領選挙にも出馬したが得票率11.6%で3位に終わる。この選挙では現職のエレン・ジョンソン・サーリーフ大統領が再選し、ジョンソンはサーリーフの支持を表明している。2017年の大統領選挙では得票率8.2%の4位。ジョージ・ウェア候補の支持を表明した。
2024年11月28日の朝にクリニックの「Hope for Women」で死去。72歳没。